# پوشاندن سینه با دست
سوتین دستی (به انگلیسی: handbra) عمل پوشاندن نوک سینه ها و آرئول زنانه با کف یا ساق دست است.
این عمل زمانی که لازم است سینه‌‌های زن در فیلم یا رسانه‌های دیگر پوشانده شود انجام می‌شود (اغلب مطابق با دستورالعمل‌های سانسور ، قوانین دولتی و عرف جامعه)
اگر از ساق دست یا بازو به جای کف دست استفاده شود، از اصطلاح سوتین بازو (arm bra) استفاده می‌شود. استفاده از موهای بلند سر برای این منظور، سوتین مو (hair bra) نامیده می‌شود.
ممکن است زمانی که یک زن خود را مقابل دیگران ناپوشیده می‌یابد از روی حیا از دست های خود برای پوشاندن سینه‌ها استفاده کند.
هنجارهای اجتماعی که زنان را ملزم می‌کند سینه های خود را در ملاء عام بپوشانند در طول تاریخ و در سراسر فرهنگ ها گسترش یافته است.
فرهنگ‌ معاصر غربی معمولاً در معرض نمایش قرار دادن نوک سینه‌ها را بی‌حیایی می‌داند. با این حال، پوشاندن نوک سینه‌ها و آرئول‌ها به نوعی برای حفظ حیا و نجابت کافی تلقی می‌شود، حداقل در قالب حرف اگر آن را دستور العمل‌های سانسور ندانیم.

## نگارخانه

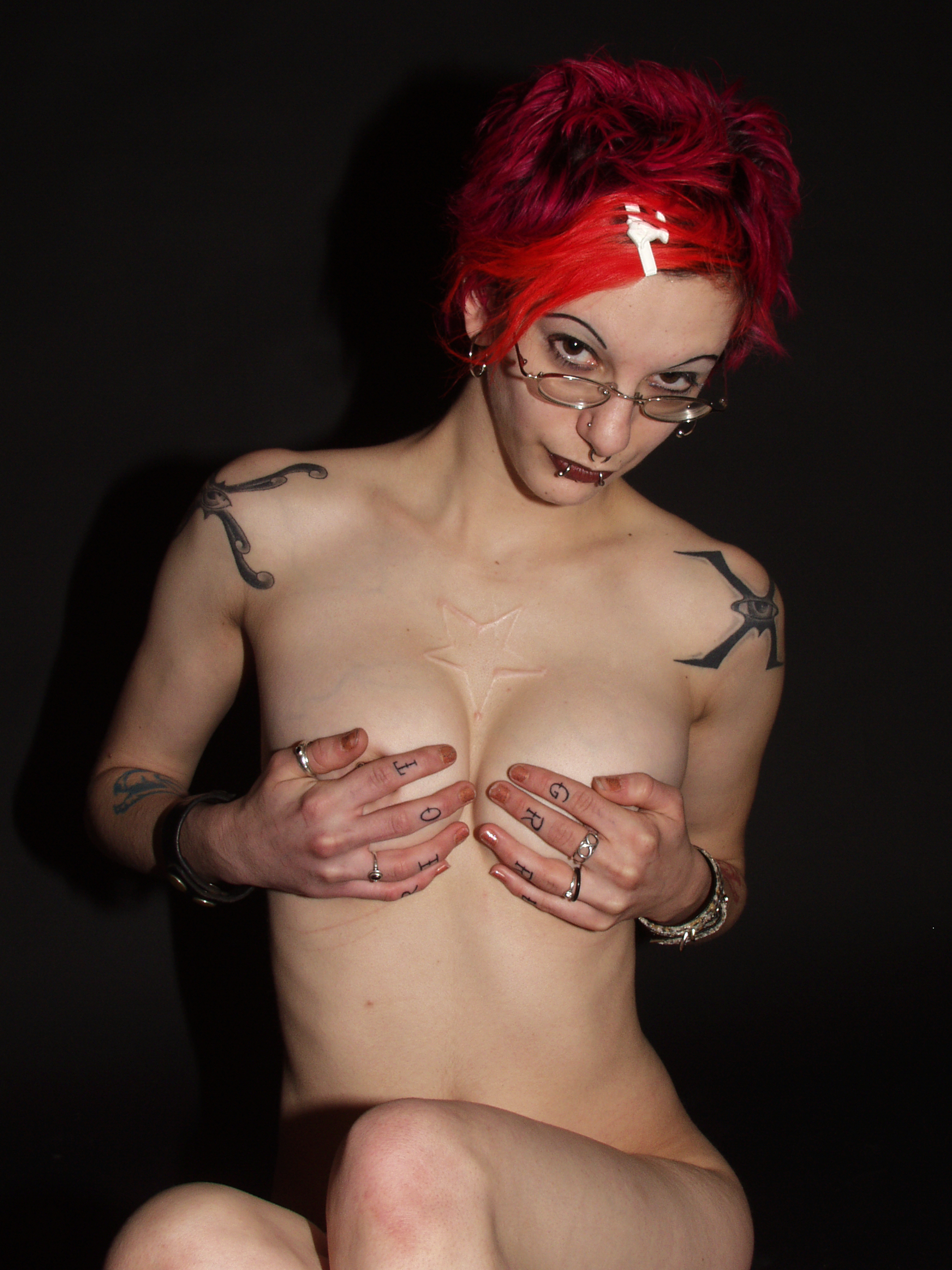
یک زن در حال پوشاندن سینه ها با دست های خودش
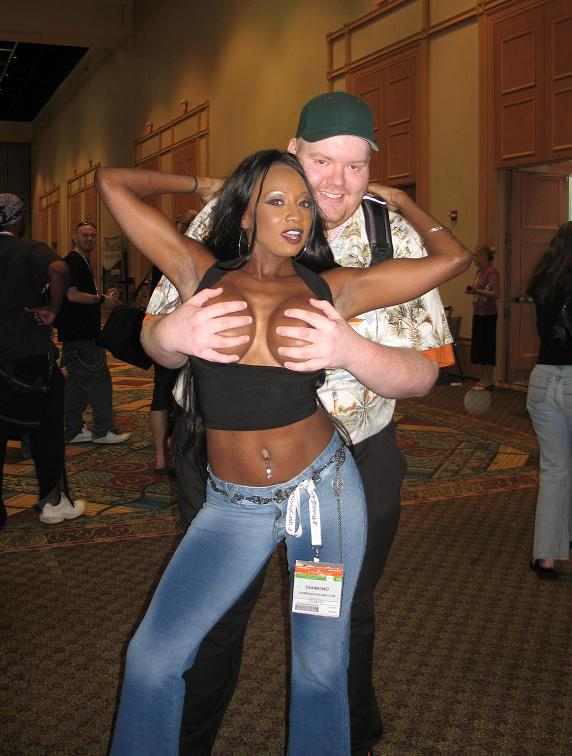
دایموند جکسون در حال پوشاندن سینه هایش با دست های یک هوادار.